# Reaal de Curazao
El real o reaal fue la moneda de Curazao hasta 1828. Se subdividía en 6 stuiver, siendo 20 stuiver igual a un florín neerlandés.

## Historia
Entre 1799 y 1815, 12 reales eran equivalentes a un dólar español (8 reales). Desde 1815 hasta 1828, 15 reales fue igual a un dólar español. Muchas de las monedas fueron producidos a partir de sobreimpresiones de otras monedas de colonias españolas. En 1828, el real fue reemplazado por el florín holandés, a razón de 3 ⅓ reales = 1 florín.

## Monedas
En 1801, se emitieron monedas 9 stuiver, estampando el número nueve en la moneda de un real colonial español. Luego se modificó la moneda de ocho reales españoles para darle un valor de 3 reales de Curazao.
La emisión de monedas de 3 reales siguió hasta 1825. En 1821, se emitió en plata monedas de un real, esta emisión fue seguida por las monedas de 1 stuiver en 1822. Después de la introducción de la moneda holandesa, la moneda de 1 stuiver se acuñó de nuevo en 1840 y 1841 (sin cambiar la fecha) y circuló teniendo el valor de 2 centavos.